# Saks (Alabama)
Saks – jednostka osadnicza w Stanach Zjednoczonych, w stanie Alabama, w hrabstwie Calhoun.